# Інваріантність щодо масштабу
Інваріантність щодо масштабу, або скейлінг, — властивість рівнянь фізики зберігати свій вигляд при зміні всіх відстаней і проміжків часу в однакове число разів, тобто
{\displaystyle x\rightarrow k\cdot x\,\,\,\,y\rightarrow k\cdot y\,\,\,\,z\rightarrow k\cdot z\,\,\,\,t\rightarrow k\cdot t}
Причому тут мається на увазі лише змінення одиниць вимірювання, сам простір-час залишається незмінним. Такі зміни, називані перетвореннями подібності, утворюють групу масштабових перетворень.

## Перетворення фізичних величин
Під час масштабного перетворення одні фізичні величини залишаються незмінними, інші — змінюються відповідно до своєї розмірності. Причому тут йдеться про розмірність, дещо відмінну від розмірності SI, оскільки, наприклад, заряд у принципі не може змінюватися за масштабного перетворення, але в SI його одиниця є похідною від одиниці часу.
До масштабоінваріантних величин належать:
- безрозмірнісні величини
- маса: {\displaystyle m\rightarrow m}
- енергія: {\displaystyle E\rightarrow E}
- заряд: {\displaystyle q\rightarrow q}
- температура: {\displaystyle T\rightarrow T}

Змінюються за масштабного перетворення:
- площа: {\displaystyle S\rightarrow k^{2}\cdot S}
- об'єм: {\displaystyle V\rightarrow k^{3}\cdot V}
- густина струму: {\displaystyle {\vec {j}}\rightarrow k^{-3}\cdot {\vec {j}}}
- векторний потенціал: {\displaystyle {\vec {A}}\rightarrow k^{-1}\cdot {\vec {A}}}

## Масштабна інваріантність у різних науках

### Математика
У математиці поняття масштабної інваріантності зазвичай стосується інваріантності окремих функцій або кривих відносно перетворення подібності. Також близьким за змістом є поняття самоподібності. Крім того, деякі розподіли ймовірностей випадкових процесів демонструють масштабну інваріантність або самоподібність.

### Класична теорія поля
У класичній теорії поля під масштабною інваріантністю часто розуміють інваріантність всієї теорії відносно перетворень подібності. Такі теорії зазвичай описують класичні фізичні процеси без характеристичної довжини.

### Квантова теорія поля
У квантовій теорії поля масштабна інваріантність інтерпретується у термінах фізики елементарних частинок. У масштабоінваріантній теорії сила взаємодії частинок не повинна залежати від їх енергії.

### Статистична фізика
У статистичній фізиці масштабна інваріантність зустрічається двічі.
По-перше, це властивість фазових переходів. Ключовим елементом тут є те, що поблизу фазового переходу або критичної точки мають місце флуктуації будь-якого масштабу, і тому для опису цих явищ слід шукати масштабоінваріантну теорію.
По-друге, це властивість розподілу відкритого статистичного ансамблю (ВСА). Тут спільний член розподілу вкладеної підсистеми відповідає такому для вихідної системи.

## Порушення масштабної інваріантності

### Масштабні обмеження
Рівняння класичної фізики є масштабоінваріантними, якщо в їх розв'язки входить маса чи інші розмірнісні параметри, які змінюються за масштабного перетворення (наприклад, рівняння Максвелла).
Рівняння квантової фізики, наприклад, рівняння Клейна — Ґордона та рівняння Дірака, масштабоінваріантні тільки для відстаней, малих у порівнянні з комптонівською довжиною хвилі {\displaystyle \lambda _{C}} відповідних частинок, та проміжків часу, малих у порівнянні з {\displaystyle {\frac {\lambda _{C}}{c}}}.

### Глибоко непружні процеси
Порушення масштабної інваріантності виявлено під час зіткнень частинок. У фізиці елементарних частинок розглядають кілька альтернативних немасштабоінваріантних скейлінгів:
- скейлінг Бйоркена
- скейлінг Фейнмана
- скейлінг Коби — Нільсена — Олесена (KNO-скейлінг)